# École des sous-officiers
Une école de sous-officiers est un centre de formation militaire pour les sous-officiers.

## Royaume de Prusse
L'armée prussienne forme ses sous-officiers à sept endroits. La première école est ouverte à Potsdam en 1825. Il est suivi par Juliers (1860), Biebrich (1867), Weißenfels (1869), Ettlingen (1871), Marienwerder (1879), Treptow (1901) et Wetzlar (à partir d'avril 1914). Après la fin de la Première Guerre mondiale, toutes les installations sont fermées.

## Royaume de Bavière
Une école des sous-officiers existe à Fürstenfeldbruck dans le royaume de Bavière de 1894 à 1919.

## Royaume de Saxe

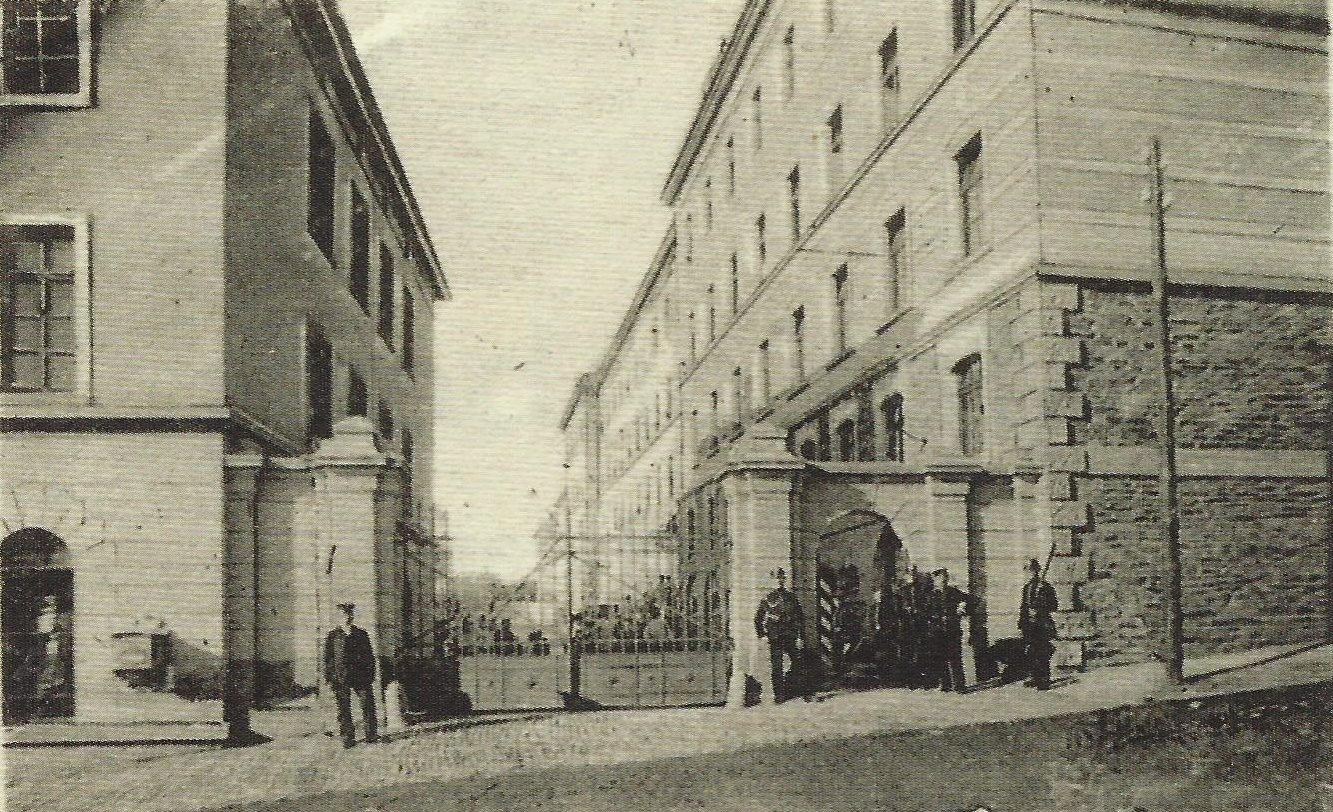
École des sous-officiers de Marienberg

Le Royaume de Saxe maintient une école des sous-officiers à Marienberg pour ses forces armées de 1873 à 1920. Plus tard, c'était une école maternelle non commandée, à laquelle Horst Hennig (de) et Günter Kießling (de) ont étudié en 1940.

## Allemagne
En Allemagne, il existe trois écoles de sous-officiers pour les forces armées : l'École des sous-officiers de la Luftwaffe (de), École des sous-officiers de la Heer (de) et l'École des sous-officiers de la marine (de). Les sous-officiers allemands sont formés et perfectionnés dans divers cours.
L'Armée nationale populaire de la RDA dirige également des écoles de sous-officiers de 1956 à 1990.

## Autriche
L'Académie des sous-officiers de l'armée existe en Autriche depuis 1959, où sont formés les sous-officiers des forces armées fédérales (armée et forces aériennes).

## Suisse
Les écoles des sous-officiers (UOS) en Suisse sont généralement considérées comme des écoles de cadres de l'armée suisse. Il forme des soldats dans le rôle de leadership en tant que chefs de troupes / chefs de groupe, qui forment et dirigent indépendamment une sous-unité militaire correspondante avec le grade de sergent. Chaque branche militaire a sa propre école de sous-officiers. La formation peut être de durée différente selon les programmes de formation spécifiques.
Jusqu'à la réforme de l'Armée XXI en 2003, le cours de chef de groupe dans une école suisse des sous-officiers durait quatre semaines en uniforme et, après avoir été achevé avec succès, se terminait par la nomination au poste de caporal. Par la suite, la formation à l'école générale des recrues s'est poursuivie pendant 17 semaines supplémentaires et s'est terminée par un soi-disant mérite du diplôme à l'école des recrues respective de la propre branche militaire.

## France
- l'école de sous-officiers de la Gendarmerie nationale en France ;
- l'école nationale des sous-officiers d'active, dite Saint-Maixent ;
- l'école nationale technique des sous-officiers d'active ;
- l'école de formation des sous-officiers de l'Armée de l'air.

## Afrique
- l'école des sous-officiers de l'armée de terre en Tunisie ;
- l'école des sous-officiers de l'armée de l'air en Tunisie ;
- l'École des sous-officiers de Banankoro au Mali.